# Cassie Ramone
Cassie Grzymkowski (Nova Jersey, 17 de març de 1986), més coneguda com a Cassie Ramone, és una artista i compositora nord-americana. Ramone es va fer famosa com a vocalista i guitarrista de la banda indie rock Vivian Girls. També va formar el grup The Babies al costat de Kevin Morby (de Woods). Durant el hiat de The Babies, Ramone va editar el seu primer LP en solitari, titulat The Time Has Come.

## Biografia
Ramone va néixer i es va criar en Nova Jersey, on va anar a l'institut i més tard va conèixer a la seva futura companya de grup Katy Goodman. L'any 2004 es va mudar a Brooklyn i va començar a estudiar al Pratt Institute.
Ramone va formar la banda Bossy juntament amb Jamie Ewing i Justin Sullivan, i van estar en actiu fins a 2007. El mateix any, va fundar la banda de indie rock Vivian Girls amb Goodman i Frankie Rose. Van gravar tres discos, Vivian Girls (2008), Everything Goes Wrong (2009) i Share the Joy (2011), abans de separar-se en 2014. Després de conèixer a Kevin Morby de Woods, van començar un projecte anomenat The Babies.
L'any 2014, Ramone va iniciar la seva carrera en solitari amb un disc titulat The Time Has Come, amb l'Ariel Pink al baix. El disc es va esgotar en el primer tiratge. A principis de 2015, va formar la banda Melt, però només van gravar una demo. També va formar un grup anomenat OCDPP amb la Dee Dee de Dum Dum Girls i l'artista XRay Eyeballs.
Al desembre de 2015, va editar un disc anomenat Christmas In Reno, on feia versions de nadales populars americanes.

## Art
A més de música, Ramone és artista. Va dissenyar la majoria de l'artwork dels discos de Vivian Girls i The Babies. També fa dibuixos, pintures, escultures i collages que puja en el seu compte de Flickr.

## Influències
Ramone cita com a influència a Neil Young, The Wipers, Burt Bacharach, The Shangri-les, Rush, The Bananes, The Ramones, Johnny Horton, The Carpenters, Dead Moon i Elliott Smith.

## Discografia

### En solitari

#### Àlbums d'estudi
| Títol             | Detalls d'àlbum                                                                   |
| ----------------- | --------------------------------------------------------------------------------- |
| The Time Has Come | - Data: 26 d'agost de 2014 - Segell: Loglady - Formats: LP, descàrrega Digital    |
| Christmas In Ren  | - Data: 11 de desembre de 2015 - Segell: Burger - Formats: LP, descàrrega Digital |

#### Singles compartits
| Any  | Single                               | L'altre artista |
| ---- | ------------------------------------ | --------------- |
| 2010 | "The Beets/Cassie Ramone"            | The Beets       |
| 2013 | "Less Artists More Condos Sèries #5" | Hunx            |
| 2013 | "I'm a Freak/Only You"               | XRay Eyeballs   |

#### Aparicions en álbums
| Any  | Cançó                              | Artista           | Àlbum                                                                  |
| ---- | ---------------------------------- | ----------------- | ---------------------------------------------------------------------- |
| 2010 | "Are Your Parents Still Together?" | Gospel Music      | Duettes                                                                |
| 2014 | "Hanging On"                       | Diversos Artistes | Love Anyway!!! Even If... Fuck Off!!! (The Hi-El Tunez Pla: 20th Step) |

### Bossy
- The Best of Bossy (2009)

### Vivian Girls
- Vivian Girls (2008)
- Everything Goes Wrong (2009)
- Share the Joy (2011)

### The Babies
- The Babies (2011)
- Cry along with The Babies (2012)
- Our House on the Hill (2012)